# Betrayed by a Handprint
Betrayed by a Handprint è un cortometraggio del 1908 diretto da David W. Griffith. Fu prodotto e distribuito dalla American Mutoscope & Biograph e interpretato da alcuni tra gli attori più conosciuti di quel periodo: Florence Lawrence (chiamata anche "La regina dello schermo"), Linda Arvidson (che era la moglie di Griffith), Gene Gauntier, attrice e sceneggiatrice di numerosi film e Mack Sennett, che diventerà presto uno dei registi e produttori più conosciuti di Hollywood con le sue comiche alla Keystone, qui ai suoi primi passi come attore.

## Trama
Una giovane donna ruba dei gioielli per coprire le grosse perdite subite al gioco. Ma si farà scoprire, perché sarà identificata dalle sue impronte digitali.

## Produzione
Il film fu prodotto dall'American Mutoscope & Biograph.

## Distribuzione
Il copyright del film, richiesto dall'American Mutoscope and Biograph Co., fu registrato il 27 agosto 1908 con il numero H115136.
Il film - un cortometraggio di circa nove minuti conosciuto anche come Betrayed by Hand Print - uscì nelle sale USA il 1º settembre 1908. Nel 2003, la Grapevine Video lo ha fatto uscire in DVD, inserito in un'antologia dal titolo D.W. Griffith, Director, Volume 1 (1908-1909) che comprende undici cortometraggi di Griffith per un totale di 102 minuti.